# Хайнрих XIII (Ройс-Грайц)
Хайнрих XIII Ройс-Грайц (на немски: Heinrich XIII Fürst Reuss-Greiz; * 16 февруари 1747, „Горен дворец“ в Грайц; † 29 януари 1817, Грайц) от „старата линия“ на Дом Ройс е от 1800 г. управляващ княз на Ройс-Грайц, граф и господар на Плауен, господар на Грайц, Кранихфелд, Гера, Шлайц и Лобенщайн. Той е прадядо на царица Елеонора Българска (1860 – 1917), омъжена на 28 февруари 1908 г. в Кобург за цар Фердинанд I от България (1861 – 1948).

## Биография
Той е големият син на първия княз от старата линия Хайнрих XI Ройс (1722 – 1800) и първата му съпруга графиня Конрадина Елеонора Изабела Ройс-Кьостриц (1719 – 1770), дъщеря на граф Хайнрих XXIV Ройс-Кьостриц (1681 – 1748) и фрайин Мария Елеонора Емма фон Промниц-Дитерсбах (1688 – 1776).
Хайнрих XI се жени втори път през 1770 г. за графиня Александрина фон Лайнинген-Дагсбург-Фалкенбург (1732 – 1809). На 12 май 1778 г. баща му е издигнат на имперски княз като „княз на Ройс цу Грайц“.,
Хайнрих XIII Ройс-Грайц става княз след смъртта на баща му на 28 юни 1800 г. След големия пожар в град Грайц през 1802 г., той възстановява отново „Долния дворец“ в Грайц в класически вид до 1809 г. и мести резиденцията си от Горния в Долния дворец.
Като генералфелдцойгмайстер Хайнрих е, заедно с братята си Хайнрих XIV (1749 – 1799) и Хайнрих XV (1751 – 1825), на австрийска служба и е смятан за близък приятел на кайзер Йозеф II.
Хайнрих XIII влиза със страната си през 1807 г. в Рейнския съюз и през 1815 г. в Германския съюз. На Виенския конгрес той успява да прекрати един териториален конфликт с Кралство Саксония и печели села за княжеството си.
Той умира на 29 януари 1817 г. на 69 години в Грайц.

## Фамилия
Хайнрих XIII Ройс-Грайц се жени на 9 януари 1786 г. в Кирххаймболанден за принцеса Луиза фон Насау-Вайлбург (* 28 септември 1765, Хага; † 10 октомври 1837, Грайц), дъщеря на княз Карл Кристиан фон Насау-Вайлбург (1735 – 1788) и Каролина Оранска-Насау-Диц (1743 – 1787). Те имат децата:
- Хайнрих XVIII Ройс (*/† 31 март 1787, Кирххаймболанден)
- дъщеря (* /† 28 ноември 1788, Кирххаймболанден)
- Хайнрих XIX (* 1 март 1790, Офенбах; † 31 октомври 1836, Грайц), княз на Ройс-Грайц (1817 – 1836), женен на 7 януари 1822 г. в Прага за принцеса Гаспарина де Роан-Рошфор (* 27 септември 1800, Париж; † 27 юли 1871, Грайц)
- Хайнрих XX (* 29 юни 1794, Офенбах; † 8 ноември 1859, Грайц), княз на Ройс-Грайц (1836 – 1859), женен I. на 25 ноември 1834 г. в дворец Бор (Хайд) за принцеса София Мария Терезия фон Льовенщайн-Вертхайм-Розенберг (* 18 септември 1809, Прага; † 21 юли 1838, Бубенч), II. на 1 октомври 1839 г. в Хомбург за ландграфиня Каролина фон Хесен-Хомбург (* 19 март 1819, Хомбург; † 18 януари 1872, Грайц)